# والتر فیلیمور
سِر والتر فیلیمور (انگلیسی: Walter Phillimore, 1st Baron Phillimore; ۲۱ نوامبر ۱۸۴۵ – ۱۳ مارس ۱۹۲۹) قاضی، و وکیل اهل بریتانیا بود. او در زمان جنگ جهانی اول از مقامات وزارت خارجه بریتانیا بود و ریاست کمیته‌ای را بر عهده داشت که پیشنهادهای آن بعدها اساس میثاق جامعه ملل شد.